# Francisco Pagaza
Francisco Pagazaurtundúa, plus souvent appelé Francisco Pagaza (né le 3 octobre 1895 à Santurtzi et mort le 18 novembre 1958 à Madrid), est un footballeur international espagnol. Il participe aux Jeux olympiques d'été de 1920, remportant la médaille d'argent avec l'Espagne.

## Biographie
Francisco Pagaza reçoit sept sélections en équipe d'Espagne entre 1920 et 1922, sans inscrire de but.
Il participe aux Jeux olympiques d'été de 1920 organisés en Belgique. Lors du tournoi olympique, il joue quatre matchs : contre le Danemark, la Belgique, l'Espagne, et l'Italie.

## Palmarès

### équipe d'Espagne
- Jeux olympiques de 1920 :
  -  Médaille d'argent.

### Arenas Club de Getxo
- Coupe d'Espagne :
  - Vainqueur : 1919.